# Invicta (The Enid)
Invicta is het dertiende studioalbum van The Enid. De muziekgroep schreef en nam een conceptalbum op over de kracht van de mensheid. Een enkeling kan weinig beginnen maar als groep staat ze machtig en kan ze veel bereiken. Muziek van The Enid valt binnen de muziekstromingen van de 21e eeuw op, ze grijpt terug op de progressieve rock/symfonische rock uit de jaren 70 van de 20e eeuw. Daarbij moet dan gedacht worden aan albums van de Moody Blues (Days of Future Passed) en de EMI-albums van Barclay James Harvest. De popmuziek smelt hier samen met klassieke muziek. Het album begint met Middeleeuwse zangmuziek. De “klassieke muziek” komt (vanwege het concept) gedurende het gehele album steeds terug.
De eerste mededelingen over het album verschenen in juli 2012.  Het album werd vlak daarna opgenomen in de analoge geluidsstudio van Godfrey: The Lodge in Northampton. Invicta is deel twee van een trilogie begonnen met werd Journey’s End.

## Musici
- Max Read – zang, gitaar
- Dave Storey – slagwerk, percussie
- Jason Ducker – gitaar
- Joe Payne – zang
- Robert John Godfrey – toetsinstrumenten
- Nic Willes – basgitaar, percussie

## Muziek
| Nr. | Titel                                                  | Duur  |
| --- | ------------------------------------------------------ | ----- |
| 1.  | Anthropy (Godfrey, Read)                               | 1:04  |
| 2.  | One and the many (Godfrey, Payne)                      | 10:22 |
| 3.  | Who created me? (Ducker, Godfrey, Payne, Read, Storey) | 5:39  |
| 4.  | Execution mob (Ducker, Payne, Read, Storey)            | 4:05  |
| 5.  | Witch hunt (Ducker, Godfrey, Payne, Read, Storey)      | 6:36  |
| 6.  | Heaven’s gate (Ducker, Godfrey, Payne)                 | 9:09  |
| 7.  | Leviticus (Ducker, Godfrey, Payne, Read, Storey)       | 6:02  |
| 8.  | Villain of science (Ducker, Godfrey, Payne, Storey)    | 5:03  |
| 9.  | The whispering (Godfrey, Payne, Read)                  | 4:22  |